# Зинченково
Зинченково (укр. Зінченкове) — село,
Ступаковский сельский совет,
Ичнянский район,
Черниговская область,
Украина.
Код КОАТУУ — 7421788603. Население по переписи 2001 года составляло 15 человек .

## Географическое положение
Село Зинченково находится на правом берегу реки Смош,
выше по течению на расстоянии в 0,5 км расположено село Ступаковка,
ниже по течению на расстоянии в 1 км расположено село Иваница.

## История
- Есть на карте 1869 года как хутор без названия[2]

- В 1911 году на хуторе Зинченков проживало 47 человек (24 мужского и 23 женского пола)[3]
- Зинченково было создано объединением мелких хуторов.[4]